# Pompeo Pedone
Pompeo Pedone (in latino: Pompeius Pedo; 1 circa – tra 44 e 47) è stato un magistrato e senatore romano, console dell'Impero romano.

## Biografia
La figura di Pedone è assai oscura: l'unica sua attestazione allo stato attuale della nostra documentazione è nell'Apocolocyntosis di Seneca. Data la rarità del cognomen Pedone e la sua diffusione nella Francia del Sud, è stato cautamente ipotizzato che egli provenisse dalla Gallia Narbonese, ma tale ipotesi non è stata accolta definitivamente dalla critica, anche a causa della presenza di Pedones in Italia, nella regio III Lucania et Bruttii, nella regio IV Samnium, nella regio VI Umbria, nella regio VIII Aemilia e nella regio X Venetia et Histria.
Seneca definisce Pedone consularis: è stato ricostruito che egli possa essere stato console suffetto o ad agosto-settembre del 43 al fianco di Aulo Gabinio Secondo o tra luglio-agosto e settembre-ottobre del 44 accanto ad un collega ignoto (forse Gaio Calpurnio Pisone o Publio Ostorio Scapula).
Ciò che però Seneca attesta definitivamente è la sua amicizia con Claudio e, nonostante questa, la sua condanna a morte, dal momento che Pedone è rappresentato nell'oltretomba insieme ad altri amici di Claudio in attesa dell'arrivo del princeps dopo il suo decesso: i dettagli della morte non sono chiari, ma essa, forse provocata dal delatore Publio Suillio Rufo e comminata forse tramite un processo sommario, dovette avvenire tra 44 e 47. Emblematiche sono le parole che Seneca fa pronunciare proprio a Pedone, che è ritratto addirittura come principale accusatore di Claudio nel suo processo ultraterreno:
(Seneca, Apocolocyntosis, XIII-XIV [trad. Mario Scaffidi Abbate, Newton Compton])
È stato infine ipotizzato che Pedone possa essere connesso per parentela al console ordinario del 115 Marco Pedone Vergiliano.